# ترودلژ
ترودلژ (به لاتین: Trudelj}} یک منطقهٔ مسکونی در صربستان است که در Moravica District واقع شده‌است.

## خصوصیات
ترودلژ ۴۱۰ نفر جمعیت دارد.